# Ctenomys haigi
Ctenomys haigi is een zoogdier uit de familie van de kamratten (Ctenomyidae). De wetenschappelijke naam van de soort werd voor het eerst geldig gepubliceerd door Thomas in 1917.

## Voorkomen
De soort komt voor in Argentinië.